# Marius Grout
Pour les articles homonymes, voir Grout.
Œuvres principales
Passage de l'homme
Marius Grout, né à Fauville-en-Caux le 8 novembre 1903 et mort au Havre le 1er mai 1946, est un écrivain français.

## Biographie
Le père de Marius Grout était facteur à Saint-Saire, près de Neufchâtel-en-Bray.
Sa scolarité le mène jusqu'à l’Ecole Normale d’instituteurs. Professeur de lettres, il a enseigné dans plusieurs établissements, notamment à Morlaix, Montivilliers, Le Havre et Paris, au collège Colbert.
Vers la fin des années 1930, il se lie d’amitié avec un groupe de jeunes pions passionnés de littérature, dont font partie Émile Danoën et son ancien élève Pierre Aubery.
En 1937, il publie son premier ouvrage, Kagawa concernant le pacifiste japonais Toyohiko Kagawa, grâce à la Société des Amis. Il obtient le pour son roman .

### Œuvres et style
Sa carrière littéraire débute dès l'âge de quinze ans, lorsqu'il commence à composer des poèmes, encouragé par des figures telles que Francis Jammes et Paul Claudel. Ces encouragements le poussent à développer un style poétique et narratif singulier, où l'on retrouve une quête de l'absolu et une sensibilité mystique.
Grout publie son premier roman, Musique d'Avent, en 1941. Le manuscrit de ce roman fut l'une des dernières lectures de René Lalou avant sa mobilisation. Ce récit, présenté sous forme de journal intime, explore la double aventure spirituelle d’un vieux garçon et de sa servante. Le livre obtient un accueil favorable, permettant à l'auteur de s'affirmer dans le paysage littéraire français. Suivent Le Vent se lève, une œuvre dédiée à un collègue, et Passage de l'homme, qui lui vaut le prix Goncourt en 1943. Dans Le Vent se lève, Grout propose un récit en deux parties, alternant entre la narration d'un professeur de mathématiques et celle d'un jeune vicaire, tous deux confrontés à des épreuves de vie intenses et chargées de mysticisme.

### Thématiques et philosophie
Les écrits de Marius Grout se caractérisent par leur profondeur spirituelle et leur quête d'une vérité supérieure. Son style est imprégné d'une lumière continue et cristalline, fusionnant l'art et la prière. La morale de ses récits s'articule souvent autour de la connaissance et de la lumière, questionnant ce que l'on doit faire de cette lumière en fonction des capacités humaines à la percevoir .

### Décès
Il est mort au Havre et a été enterré à Incheville.

## Résumé et accueil critique

### Un homme perdu
Le roman Un homme perdu de Marius Grout explore la déchéance d'un universitaire, M. Leprince, dont la vie est marquée par une succession d'échecs personnels et professionnels, tels qu'une liaison insatisfaisante, des scandales dans sa ville, un avortement et une retraite précoce, conduisant à l'ivrognerie. Ces événements tragiques, bien que médiocres, témoignent d'un profond malaise existentiel. À travers l'angoisse de Leprince, Grout met en lumière son intérêt pour des figures humaines inachevées, désespérées. Parallèlement à ses précédents ouvrages, où la beauté de la vie était mise en avant, ce roman semble pessimiste, presque impitoyable dans son ton. Pourtant, la fin révèle une prise de conscience spirituelle où Leprince comprend qu'il n'est qu'une représentation d'une expérience humaine collective, remettant en question sa propre identité. Ce contraste entre la souffrance personnelle et une quête de sens souligne l'engagement de Grout envers ses personnages, cherchant une vérité qui transcende les doctrines établies, tout en gardant une empreinte intime à travers son écriture.
René Lalou exprime une opinion nuancée sur le roman Un homme perdu de Marius Grout, en soulignant sa nature personnelle et sincère : « Faut-il ajouter que je souhaite voir un ouvrage aussi personnel et sincère obtenir bientôt l’audience qu’il mérite ? » Il note la déception éprouvée par certains lecteurs vis-à-vis du contraste entre cette œuvre et ses précédents écrits, en affirmant que « cet impitoyable procès-verbal peut sembler une riposte au charme féerique de Passage de l’Homme ». Lalou constate une continuité dans l’interrogation scrutée par Grout entre le désespoir et une quête spirituelle : « L’inspiration fondamentale de Marius Grout est donc bien cet élan spirituel qui justifie sa tendresse pour les héros de Fontaine ». Il conclut en mettant en avant la lutte de Grout pour définir son approche spirituelle, notant que, malgré les thèmes sombres abordés, « l’unité de ses romans vient de cette tonalité intime, de la frémissante présence d’un auteur qui partage les souffrances de ses créatures ».

## Postérité
Un groupe scolaire porte son nom à Rouen, ainsi qu'une école à Montivilliers et l'école primaire de Saint-Saire.

## Œuvre
- Kagawa, biographie, 1937
- Le Poète et le Saint, essai, 1938
- Le Déluge, théâtre, 1939
- Musique d'Avent, Gallimard, 1941
- Mysticisme et Poésie, Albin Michel, 1942
- Le vent se lève, Gallimard, 1942
- Passage de l'homme, Gallimard, 1943 — Prix Goncourt
  - Traduit en anglais, par Emerson Lamb et publié avec une introduction de Henry van Etten par Vantage Press à New York en 1962, sous le titre When the man passed by.
- Poèmes, Gallimard, 1944
- Un homme perdu, Gallimard, 1945
- Poèmes à l'inconnue, Le Seuil, 1945
- À un jeune poète, éditions du Pavois, 1945
- Kagawa, le Gandhi japonais, Préf. de Toyohiko Kagawa, Paris, Presses d’Île-de-France, 1946